# 尼崎市立浦風小学校
尼崎市立浦風小学校（あまがさきしりつ うらかぜしょうがっこう）は、兵庫県尼崎市杭瀬南新町にある公立小学校。

## 沿革

### 略歴
1960年に尼崎市立長洲小学校・尼崎市立杭瀬小学校より分離開校。校名の由来は源義経が船出したといわれる琴の浦と、分離元の学校にとらわれず新風を吹きこみたいとの思いから。
2022年7月現在の児童数は約170名である。
円形校舎が特徴的な学校であったが、2015年に行った耐震工事でかつての円形校舎の跡地に、新しい校舎を建て替え済み。校舎は四角い形になったが、バルコニーは円形に設計されているなど、かつての円形校舎の趣を残している。

### 年表
- 1960年（昭和35年）[3]
  - 1月1日 - 尼崎市立浦風小学校開校（長洲小学校・杭瀬小学校より分離独立）。
  - 4月20日 - 開校記念式。この日が創立記念日と制定される。
- 1962年（昭和37年）7月31日 - プール施行。
- 2008年（平成20年）- プール改修。
- 2015年（平成27年）- 校舎の建て替え。（2016年3月に完成）

## 通学区域
- 梶ケ島、杭瀬南新町1 - 4丁目、杭瀬本町1丁目（1～9番）・3丁目、東大物町1丁目（1番）、大物町1丁目（1～3番・4番1～11号）[4]

## 進学先中学校
- 尼崎市立小田中学校[4]

## 交通
- 阪神電鉄杭瀬駅より徒歩約10分

## 出身者
- 西正文（元オリンピック野球選手、野球指導者）
- 堂安律（サッカー選手）